# Persone di nome Lino
| Questa pagina contiene informazioni ricavate automaticamente dalle voci biografiche con l'ausilio del template Bio e di un bot. L'aggiornamento è periodico e automatico e ricostruisce completamente la pagina. Se manca una persona in questa lista, sei pregato di non aggiungerla, ma accertati piuttosto che la sua voce biografica contenga il template Bio e che i dati anagrafici siano correttamente compilati. Se il template Bio manca, inseriscilo tu stesso o, in alternativa, metti l'avviso {{tmp\|Bio}} che ne segnala la mancanza. Se i dati riportati sono sbagliati, correggi direttamente la voce biografica; le modifiche saranno visibili in questa lista entro pochi giorni. Per chiarimenti vedi il progetto antroponimi. La lista contiene solo le 113 persone che sono citate nell'enciclopedia e per le quali è stato implementato correttamente il template Bio. Pagina aggiornata al 22 lug 2025. |

Questa è una lista di persone presenti nell'enciclopedia che hanno il nome Lino, suddivise per attività principale.

## Allenatori di calcio(1)
- Lino Taioli, allenatore di calcio e calciatore argentino (Arequito, n. 1913)

## Allenatori di pallacanestro(1)
- Lino Lardo, allenatore di pallacanestro e ex cestista italiano (Albenga, n. 1959)

## Alpinisti(2)
- Lino Andreotti, alpinista e politico italiano (Savigliano, n. 1915 - Savigliano, † 1976)
- Lino Lacedelli, alpinista italiano (Cortina d'Ampezzo, n. 1925 - Cortina d'Ampezzo, † 2009)

## Arcivescovi cattolici(1)
- Lino Zanini, arcivescovo cattolico italiano (Riese, n. 1909 - Città del Vaticano, † 1997)

## Artisti(1)
- Lino Mannocci, artista, pittore e incisore italiano (Viareggio, n. 1945 - Londra, † 2021)

## Attori(9)
- Lino Capolicchio, attore, sceneggiatore e regista italiano (Merano, n. 1943 - Roma, † 2022)
- Lino Coletta, attore italiano (Avola, n. 1932 - Avola, † 2012)
- Lino Crispo, attore italiano (Napoli, n. 1916 - Napoli, † 1995)
- Lino Damiani, attore e regista italiano (Teramo, n. 1960)
- Lino Facioli, attore brasiliano (Ribeirão Preto, n. 2000)
- Lino Guanciale, attore italiano (Avezzano, n. 1979)
- Lino Musella, attore, regista e drammaturgo italiano (Napoli, n. 1980)
- Lino Toffolo, attore, cantautore e cabarettista italiano (Murano, n. 1934 - Murano, † 2016)
- Lino Troisi, attore e doppiatore italiano (Maddaloni, n. 1932 - Roma, † 1998)

## Baritoni(1)
- Lino Puglisi, baritono e attore italiano (Siracusa, n. 1930 - Roma, † 2012)

## Biatleti(1)
- Lino Jordan, biatleta italiano (Saint-Rhémy-en-Bosses, n. 1944 - Étroubles, † 2023)

## Bobbisti(3)
- Lino Benoni, bobbista italiano (Arco, n. 1950)
- Lino Pierdica, ex bobbista italiano
- Lino Zanettin, bobbista italiano (Cortina d'Ampezzo, n. 1925 - Belluno, † 2011)

## Botanici(1)
- Lino Vaccari, botanico italiano (Crespano del Grappa, n. 1873 - Roma, † 1951)

## Cabarettisti(1)
- Lino Patruno, cabarettista e musicista italiano (Crotone, n. 1935)

## Calciatori(21)
- Lino Babboni, calciatore italiano
- Lino Begnini, calciatore e allenatore di calcio italiano (San Michele Extra, n. 1916)
- Lino Cason, calciatore italiano (Maserada sul Piave, n. 1914 - Mazzè, † 1989)
- Lino Cauzzo, calciatore italiano (Cadoneghe, n. 1924 - Bolzano, † 1998)
- Lino Falzon, calciatore maltese (Mosta, n. 1941 - Mosta, † 2024)
- Lino Fregosi, calciatore italiano (Genova, n. 1916 - Genova, † 1977)
- Lino Galea, ex calciatore maltese (n. 1976)
- Lino Gallino, calciatore italiano (Sampierdarena, n. 1908 - Cervia, † 1975)
- Lino Golin, ex calciatore italiano (Soave, n. 1945)
- Lino Grava, calciatore italiano (Vittorio Veneto, n. 1927 - Città Sant'Angelo, † 2010)
- Lino Lolla, calciatore italiano (Cremona, n. 1898)
- Lino Marzorati, ex calciatore italiano (Rho, n. 1986)
- Lino Morbioli, calciatore italiano (Verona, n. 1922)
- Lino Morchio, calciatore italiano (San Pier d'Arena, n. 1916)
- Lino Mosca, calciatore italiano (Campiglia Cervo, n. 1907 - Cossato, † 1992)
- Lino Nessi, calciatore paraguaiano (n. 1904)
- Lino Oldoini, calciatore italiano (La Spezia, n. 1922)
- Lino Ricciuti, calciatore italiano (Lanciano, n. 1905 - Milano, † 1983)
- Lino Sentimenti, calciatore italiano (Bomporto, n. 1929 - Bomporto, † 2020)
- Lino Tempelmann, calciatore tedesco (Monaco di Baviera, n. 1999)
- Lino Villa, calciatore italiano (Villasanta, n. 1946 - Monza, † 2018)

## Cantanti(1)
- Lino Vairetti, cantante, chitarrista e compositore italiano (Napoli, n. 1949)

## Cantautori(1)
- Lino Blandizzi, cantautore italiano (Napoli)

## Cestisti(1)
- Lino Paschini, ex cestista italiano (Verzegnis, n. 1946)

## Ciclisti su strada(3)
- Lino Carletto, ex ciclista su strada italiano (Vigasio, n. 1943)
- Lino Farisato, ex ciclista su strada italiano (Torri di Quartesolo, n. 1945)
- Lino Pizzoferrato, ciclista su strada italiano (Pescina, n. 1936 - Pescina, † 2024)

## Compositori(1)
- Lino Liviabella, compositore e pianista italiano (Macerata, n. 1902 - Bologna, † 1964)

## Conduttori televisivi(1)
- Lino Zani, conduttore televisivo, scrittore e alpinista italiano (Temù, n. 1957)

## Critici cinematografici(1)
- Lino Miccichè, critico cinematografico e storico del cinema italiano (Caltanissetta, n. 1934 - Roma, † 2004)

## Critici d'arte(1)
- Lino Pasquale Bonelli, critico d'arte, giornalista e poeta italiano (Grassano, n. 1929 - Grosseto, † 1982)

## Fumettisti(1)
- Lino Landolfi, fumettista italiano (Roma, n. 1925 - Roma, † 1988)

## Giocatori di curling(1)
- Lino Mariani, giocatore di curling italiano (Venezia, n. 1932)

## Giocatori di football americano(2)
- Alan Ameche, giocatore di football americano statunitense (Kenosha, n. 1933 - Houston, † 1988)
- Lino Schröter, giocatore di football americano tedesco (Troisdorf, n. 1999)

## Giornalisti(4)
- Lino Cascioli, giornalista, scrittore e editore italiano (Roma, n. 1935 - Roma, † 2011)
- Lino Jannuzzi, giornalista, sceneggiatore e politico italiano (Grottolella, n. 1928 - Napoli, † 2024)
- Lino Patruno, giornalista e scrittore italiano (Bari, n. 1947)
- Lino Rizzi, giornalista italiano (Busseto, n. 1927 - Milano, † 2001)

## Hockeisti su ghiaccio(1)
- Lino De Toni, ex hockeista su ghiaccio italiano (Agordo, n. 1972)

## Imprenditori(3)
- Lino Dainese, imprenditore italiano (Arzignano, n. 1948)
- Lino Pasquali, imprenditore e agronomo italiano (Vinci, n. 1919 - Firenze, † 2006)
- Lino Zanussi, imprenditore italiano (Pordenone, n. 1920 - San Sebastián, † 1968)

## Ingegneri(2)
- Lino Guzzella, ingegnere svizzero (Zurigo, n. 1957)
- Lino Rava, ingegnere e politico italiano (Alessandria, n. 1956)

## Medici(1)
- Lino Salvini, medico italiano (Firenze, n. 1925 - Firenze, † 1982)

## Militari(4)
- Lino Beccati, militare italiano (Porto Tolle, n. 1913 - Roma, † 1999)
- Lino Gucci, militare italiano (Bologna, n. 1915 - Jagodnji, † 1942)
- Lino Ponzinibio, militare italiano (Bussoleno, n. 1902 - Torino, † 1985)
- Lino Zambrini, militare italiano (Imola, n. 1911 - Casteldans, † 1939)

## Musicisti(2)
- Lino Capra Vaccina, musicista italiano (Barletta, n. 1953)
- Lino Straulino, musicista italiano (Sutrio, n. 1961)

## Pallamanisti(1)
- Lino Červar, ex pallamanista, allenatore di pallamano e politico croato (Delici, n. 1950)

## Pianisti(1)
- Lino Benedetto, pianista e compositore italiano (Napoli, n. 1911 - Roma, † 1973)

## Pittori(3)
- Lino Selvatico, pittore italiano (Padova, n. 1872 - Treviso, † 1924)
- Lino Paolo Suppressa, pittore italiano (Lecce, n. 1915 - Lecce, † 2003)
- Lino Tardia, pittore italiano (Trapani, n. 1938 - Roma, † 2021)

## Poeti(2)
- Lino Angiuli, poeta e scrittore italiano (Valenzano, n. 1946)
- Lino Curci, poeta italiano (Napoli, n. 1912 - Roma, † 1975)

## Politici(15)
- Lino Armellin, politico italiano (Povegliano, n. 1935 - Villorba, † 2018)
- Lino Carrara, politico e giornalista italiano (Busseto, n. 1869 - Busseto, † 1955)
- Lino De Benetti, politico italiano (Padova, n. 1939)
- Lino Diana, politico italiano (Boville Ernica, n. 1942)
- Lino Duilio, politico italiano (San Severino, n. 1951)
- Lino Osvaldo Felissari, politico italiano (Peschiera Borromeo, n. 1951)
- Lino Gelpi, politico italiano (n. 1912)
- Lino Innocenti, politico italiano (Conegliano, n. 1928 - Conegliano, † 2002)
- Lino Miserotti, politico italiano (Alseno, n. 1948)
- Lino Oldrini, politico italiano (Luino, n. 1907 - Varese, † 1964)
- Lino Pettazzi, politico italiano (Rocchetta Tanaro, n. 1967)
- Coluccio Salutati, politico, letterato e filosofo italiano (Stignano, n. 1332 - Firenze, † 1406)
- Lino Venturi, politico italiano (Rimini, n. 1927 - Coriano, † 1986)
- Lino Vitale, politico italiano (Vinchiaturo, n. 1921 - Campobasso, † 1996)
- Lino Ziller, politico e partigiano italiano (Revò, n. 1908 - Bolzano, † 1975)

## Presbiteri(1)
- Lino Cassani, presbitero, storico e archeologo italiano (Gravellona Lomellina, n. 1869 - Novara, † 1963)

## Progettisti(1)
- Lino Tonti, progettista italiano (Cattolica, n. 1920 - Varese, † 2002)

## Registi(2)
- Lino Del Fra, regista e sceneggiatore italiano (Roma, n. 1927 - Roma, † 1997)
- Lino Procacci, regista italiano (Abeto, n. 1923 - Foligno, † 2012)

## Sciatori alpini(1)
- Lino Zecchini, ex sciatore alpino italiano (San Martino di Castrozza, n. 1928)

## Scrittori(2)
- Lino Aldani, scrittore italiano (San Cipriano Po, n. 1926 - Pavia, † 2009)
- Lino Monchieri, scrittore e attivista italiano (Brescia, n. 1922 - Brescia, † 2001)

## Sindacalisti(2)
- Lino Domeneghini, sindacalista e politico italiano (Carcina, n. 1899 - Torino, † 1931)
- Lino Ravecca, sindacalista italiano (La Spezia, n. 1920 - Roma, † 1999)

## Storici(1)
- Lino Colliard, storico italiano (Donnas, n. 1934 - Aosta, † 2010)

## Storici della letteratura(1)
- Lino Pertile, storico della letteratura italiano (Padova, n. 1940)

## Vescovi cattolici(4)
- Lino Aguirre García, vescovo cattolico messicano (Mezticacán, n. 1895 - Culiacán, † 1975)
- Lino Fumagalli, vescovo cattolico italiano (Roma, n. 1947)
- Lino Esterino Garavaglia, vescovo cattolico italiano (Mesero, n. 1927 - Cesena, † 2020)
- Lino Pizzi, vescovo cattolico italiano (San Felice sul Panaro, n. 1942)

## Violinisti(1)
- Lino Cannavacciuolo, violinista e compositore italiano (Pozzuoli, n. 1964)

## Senza attività specificata(1)
- Lino Cerati, ex tiratore a segno italiano (Mogadiscio, n. 1938)